# Taddeo Kufus
Taddeo Kufus (* 1999) ist ein deutscher Schauspieler.

## Leben
Taddeo Kufus, der bilingual mit Deutsch und Französisch als Muttersprache aufwuchs, steht seit 2017 für Film- und TV-Produktionen vor der Kamera. 2019 erhielt er Schauspielunterricht am Cours Florent in Paris (Stage de théâtre au Cours Florent Paris).
Sein TV-Debüt hatte er in der von Sherry Hormann für das ZDF inszenierten TV-Tragikomödie Wir lieben das Leben, die im April 2018 im ZDF erstausgestrahlt wurde. Kufus spielte darin, neben Gustav Schmidt, Mohammed Issa, Ludwig Simon, Valerie Stoll und Melina Fabian einen der Mittelstufenschüler, die unter Anleitung einer engagierten Lehrerin ein Lied von Vicky Leandros für eine Schulaufführung einstudieren.
Seine erste TV-Hauptrolle spielte er an der Seite von Florian Lukas, Dagna Litzenberger-Vinet, Ulrike Kriener und Milena Dreißig in dem ZDF-„Herzkino“-Drama Fluss des Lebens – Yukon, das im September 2019 erstausgestrahlt wurde. Kufus verkörperte darin den 16-jährigen Teenager Linus, der ein schwieriges Verhältnis zu seinem Vater hat, sich am Ende der Reise aber mit ihm versöhnt.
In dem US-Kriegsdrama 1917 (2019) hatte er eine Nebenrolle als Soldat Baumer. In der ZDF-Serie Blutige Anfänger (2020) übernahm er, an der Seite von Erika Skrotzki, eine Episodenhauptrolle als schizophrener Sohn und Enkel Samuel Schütz.
Taddeo Kufus lebt in Berlin. Er ist der Sohn des deutschen Filmproduzenten Thomas Kufus.

## Filmografie (Auswahl)
- 2018: Wir lieben das Leben (Fernsehfilm)
- 2019: Fluss des Lebens – Yukon (Fernsehfilm)
- 2019: 1917 (Kinofilm)
- 2020: Blutige Anfänger: Wunschkind (Fernsehserie, eine Folge)
- 2022: August (Kurzfilm)
- 2022: Euer Ehren (Fernsehserie)
- 2023: Icon of French Cinema